# 보이후드 (음악 그룹)
보이후드는 중국의 보이 그룹이다. 2022년 싱글 1집 [Landing]으로 데뷔했다.

## 방송
- 라이징 랜드 (2022)
- 아시아 초성단 (2023)
- 성광대상 (2023)
- 동방위성과년 2024 (2023)
- 스트릿 댄스 오브 차이나 (2024)

## 음반
- LANDING (2022)
- 龙抬头 (2024)
- VACATION（2024）